# Copa Davis de 2024
A Copa Davis de 2024 é a 112ª edição do mais importante torneio entre países do tênis masculino.

## Formato
Em cada grupo III das zonas continentais, três equipes subiram pelos resultados obtidos na disputa. Posteriormente, uma quarta também recebeu essa recompensa, baseada em ranking.

## Finais

### Qualificatório
Vinte e quatro equipes foram dispostas em doze confrontos. As vencedoras avançaram para a fase de grupos e as derrotadas disputaram a primeira fase do Grupo Mundial I no mesmo ano.
- Datas: 1 a 4 de fevereiro[1]

|  |                                           |                                           |                                           |                                   |                                   |                                     |                                      |                                      |                                      |                                   |                                    |                                    |                                    |  |  |                                     |                                     |                                     |
|  | Montreal, Canadá – duro (coberto)         | Montreal, Canadá – duro (coberto)         | Montreal, Canadá – duro (coberto)         |                                   |                                   | Kraljevo, Sérvia – saibro (coberto) | Kraljevo, Sérvia – saibro (coberto)  | Kraljevo, Sérvia – saibro (coberto)  |                                      |                                   | Varaždin, Croácia – duro (coberto) | Varaždin, Croácia – duro (coberto) | Varaždin, Croácia – duro (coberto) |  |  | Tatabánya, Hungria – duro (coberto) | Tatabánya, Hungria – duro (coberto) | Tatabánya, Hungria – duro (coberto) |
|  | Montreal, Canadá – duro (coberto)         | Montreal, Canadá – duro (coberto)         | Montreal, Canadá – duro (coberto)         |                                   |                                   | Kraljevo, Sérvia – saibro (coberto) | Kraljevo, Sérvia – saibro (coberto)  | Kraljevo, Sérvia – saibro (coberto)  |                                      |                                   | Varaždin, Croácia – duro (coberto) | Varaždin, Croácia – duro (coberto) | Varaždin, Croácia – duro (coberto) |  |  | Tatabánya, Hungria – duro (coberto) | Tatabánya, Hungria – duro (coberto) | Tatabánya, Hungria – duro (coberto) |
|  | 1                                         | Canadá                                    | 3                                         | 2                                 | Sérvia                            | 0                                   | 3                                    | Croácia                              | 1                                    |                                   | Hungria                            | 2                                  |                                    |  |  |                                     |                                     |                                     |
|  | 1                                         | Canadá                                    | 3                                         | 2                                 | Sérvia                            | 0                                   | 3                                    | Croácia                              | 1                                    |                                   | Hungria                            | 2                                  |                                    |  |  |                                     |                                     |                                     |
|  |                                           | Coreia do Sul                             | 1                                         |                                   | Eslováquia                        | 4                                   |                                      | Bélgica                              | 3                                    | 4                                 | Alemanha                           | 3                                  |                                    |  |  |                                     |                                     |                                     |
|  |                                           | Coreia do Sul                             | 1                                         |                                   | Eslováquia                        | 4                                   |                                      | Bélgica                              | 3                                    | 4                                 | Alemanha                           | 3                                  |                                    |  |  |                                     |                                     |                                     |
|  | Groningen, Países Baixos – duro (coberto) | Groningen, Países Baixos – duro (coberto) | Groningen, Países Baixos – duro (coberto) | Třinec, Tchéquia – duro (coberto) | Třinec, Tchéquia – duro (coberto) | Třinec, Tchéquia – duro (coberto)   | Vilnius, Lituânia – duro (coberto)   | Vilnius, Lituânia – duro (coberto)   | Vilnius, Lituânia – duro (coberto)   | Turku, Finlândia – duro (coberto) | Turku, Finlândia – duro (coberto)  | Turku, Finlândia – duro (coberto)  |                                    |  |  |                                     |                                     |                                     |
|  | Groningen, Países Baixos – duro (coberto) | Groningen, Países Baixos – duro (coberto) | Groningen, Países Baixos – duro (coberto) | Třinec, Tchéquia – duro (coberto) | Třinec, Tchéquia – duro (coberto) | Třinec, Tchéquia – duro (coberto)   | Vilnius, Lituânia – duro (coberto)   | Vilnius, Lituânia – duro (coberto)   | Vilnius, Lituânia – duro (coberto)   | Turku, Finlândia – duro (coberto) | Turku, Finlândia – duro (coberto)  | Turku, Finlândia – duro (coberto)  |                                    |  |  |                                     |                                     |                                     |
|  | 5                                         | Países Baixos                             | 3                                         | 6                                 | Chéquia                           | 4                                   |                                      | Ucrânia                              | 0                                    | 8                                 | Finlândia                          | 3                                  |                                    |  |  |                                     |                                     |                                     |
|  | 5                                         | Países Baixos                             | 3                                         | 6                                 | Chéquia                           | 4                                   |                                      | Ucrânia                              | 0                                    | 8                                 | Finlândia                          | 3                                  |                                    |  |  |                                     |                                     |                                     |
|  |                                           | Suíça                                     | 2                                         |                                   | Israel                            | 0                                   | 7                                    | Estados Unidos                       | 4                                    |                                   | Portugal                           | 1                                  |                                    |  |  |                                     |                                     |                                     |
|  |                                           | Suíça                                     | 2                                         |                                   | Israel                            | 0                                   | 7                                    | Estados Unidos                       | 4                                    |                                   | Portugal                           | 1                                  |                                    |  |  |                                     |                                     |                                     |
|  | Taipé, Taiwan – duro (coberto)            | Taipé, Taiwan – duro (coberto)            | Taipé, Taiwan – duro (coberto)            | Rosário, Argentina – saibro       | Rosário, Argentina – saibro       | Rosário, Argentina – saibro         | Helsingborg, Suécia – duro (coberto) | Helsingborg, Suécia – duro (coberto) | Helsingborg, Suécia – duro (coberto) | Santiago, Chile – duro            | Santiago, Chile – duro             | Santiago, Chile – duro             |                                    |  |  |                                     |                                     |                                     |
|  | Taipé, Taiwan – duro (coberto)            | Taipé, Taiwan – duro (coberto)            | Taipé, Taiwan – duro (coberto)            | Rosário, Argentina – saibro       | Rosário, Argentina – saibro       | Rosário, Argentina – saibro         | Helsingborg, Suécia – duro (coberto) | Helsingborg, Suécia – duro (coberto) | Helsingborg, Suécia – duro (coberto) | Santiago, Chile – duro            | Santiago, Chile – duro             | Santiago, Chile – duro             |                                    |  |  |                                     |                                     |                                     |
|  |                                           | Taipé Chinesa                             | 0                                         |                                   | Argentina                         | 3                                   | 11                                   | Suécia                               | 1                                    | 12                                | Chile                              | 3                                  |                                    |  |  |                                     |                                     |                                     |
|  |                                           | Taipé Chinesa                             | 0                                         |                                   | Argentina                         | 3                                   | 11                                   | Suécia                               | 1                                    | 12                                | Chile                              | 3                                  |                                    |  |  |                                     |                                     |                                     |
|  | 9                                         | França                                    | 4                                         | 10                                | Cazaquistão                       | 2                                   |                                      | Brasil                               | 3                                    |                                   | Peru                               | 2                                  |                                    |  |  |                                     |                                     |                                     |
|  | 9                                         | França                                    | 4                                         | 10                                | Cazaquistão                       | 2                                   |                                      | Brasil                               | 3                                    |                                   | Peru                               | 2                                  |                                    |  |  |                                     |                                     |                                     |

### Fase de grupos
Dezesseis equipes – doze do qualificatório e quatro pré-classificadas ou convidadas – foram dispostas em quatro grupos. As duas primeiras colocadas de cada grupo avançaram para a fase eliminatória.
- Sedes: Bolonha, Itália (grupo A); Valência, Espanha (grupo B); Split, Croácia (grupo C); Manchester, Reino Unido (grupo D)
- Datas: 10 a 15 de setembro
- Piso: duro (coberto)

| Grupo A | Grupo A       | Grupo A | Grupo A |
| Pos.    | Equipe        | C       | J       |
| ------- | ------------- | ------- | ------- |
| 1       | Itália        | 3–0     | 6–3     |
| 2       | Países Baixos | 1–2     | 4–5     |

| Grupo B | Grupo B   | Grupo B | Grupo B |
| Pos.    | Equipe    | C       | J       |
| ------- | --------- | ------- | ------- |
| 1       | Espanha   | 3–0     | 7–2     |
| 2       | Austrália | 2–1     | 6–3     |

| Grupo C | Grupo C        | Grupo C | Grupo C |
| Pos.    | Equipe         | C       | J       |
| ------- | -------------- | ------- | ------- |
| 1       | Estados Unidos | 3–0     | 8–1     |
| 2       | Alemanha       | 2–1     | 7–2     |

| Grupo D | Grupo D   | Grupo D | Grupo D |
| Pos.    | Equipe    | C       | J       |
| ------- | --------- | ------- | ------- |
| 1       | Canadá    | 3–0     | 7–2     |
| 2       | Argentina | 2–1     | 6–3     |

### Fase eliminatória
Oito equipes disputaram o título em três fases eliminatórias, a partir de 19 de novembro.
- Sede: Málaga, Espanha – duro (coberto)
- Datas: 19 a 24 de novembro
- Piso: duro (coberto)

|  |                  |                  |                  |                |   |            |                |            |  |  |       |       |       |
|  | Quartas de final | Quartas de final | Quartas de final |                |   | Semifinais | Semifinais     | Semifinais |  |  | Final | Final | Final |
|  | Quartas de final | Quartas de final | Quartas de final |                |   | Semifinais | Semifinais     | Semifinais |  |  | Final | Final | Final |
|  | 21 de novembro   |                  |                  |                |   |            |                |            |  |  |       |       |       |
|  |                  |                  |                  |                |   |            |                |            |  |  |       |       |       |
|  | Itália           | Itália           | 2                |                |   |            |                |            |  |  |       |       |       |
|  | Itália           | Itália           | 2                | 23 de novembro |   |            |                |            |  |  |       |       |       |
|  | Argentina        | Argentina        | 1                |                |   |            |                |            |  |  |       |       |       |
|  | Argentina        | Argentina        | 1                |                |   | Itália     | Itália         | 2          |  |  |       |       |       |
|  | 21 de novembro   |                  |                  |                |   | Itália     | Itália         | 2          |  |  |       |       |       |
|  |                  |                  | Austrália        | Austrália      | 0 |            |                |            |  |  |       |       |       |
|  | Estados Unidos   | Estados Unidos   | Austrália        | Austrália      | 0 | 1          |                |            |  |  |       |       |       |
|  | Estados Unidos   | Estados Unidos   |                  |                |   | 1          | 24 de novembro |            |  |  |       |       |       |
|  | Austrália        | Austrália        | 2                |                |   |            |                |            |  |  |       |       |       |
|  | Austrália        | Austrália        | 2                |                |   | Itália     | Itália         | 2          |  |  |       |       |       |
|  | 20 de novembro   |                  |                  |                |   | Itália     | Itália         | 2          |  |  |       |       |       |
|  |                  |                  | Países Baixos    | Países Baixos  | 0 |            |                |            |  |  |       |       |       |
|  | Alemanha         | Alemanha         | Países Baixos    | Países Baixos  | 0 | 2          |                |            |  |  |       |       |       |
|  | Alemanha         | Alemanha         | 22 de novembro   |                |   | 2          |                |            |  |  |       |       |       |
|  | Canadá           | Canadá           | 0                |                |   |            |                |            |  |  |       |       |       |
|  | Canadá           | Canadá           | 0                |                |   | Alemanha   | Alemanha       | 0          |  |  |       |       |       |
|  | 19 de novembro   |                  |                  |                |   | Alemanha   | Alemanha       | 0          |  |  |       |       |       |
|  |                  |                  | Países Baixos    | Países Baixos  | 2 |            |                |            |  |  |       |       |       |
|  | Países Baixos    | Países Baixos    | Países Baixos    | Países Baixos  | 2 | 2          |                |            |  |  |       |       |       |
|  | Países Baixos    | Países Baixos    |                  |                |   |            |                |            |  |  |       |       |       |
|  | Espanha          | Espanha          | 1                |                |   |            |                |            |  |  |       |       |       |
|  | Espanha          | Espanha          | 1                |                |   |            |                |            |  |  |       |       |       |

#### Final
| Itália 2 | Martin Carpena Arena, Málaga, Espanha 24 de novembro duro (coberto) | Martin Carpena Arena, Málaga, Espanha 24 de novembro duro (coberto)        | Países Baixos 0 |     |   |            |   |  |
| \| 1 \| \| Matteo Berrettini Botic van de Zandschulp \| 6 4 \| 6 2 \| \| \| \| 2 \| \| Jannik Sinner Tallon Griekspoor \| 7 62 \| 6 2 \| \| \| \| 3 \| \| Simone Bolelli / Andrea Vavassori Wesley Koolhof / Botic van de Zandschulp \| \| \| \| não jogado \| \| 4 \| \| \| \| \| \| \| \| 5 \| \| \| \| \| \| \| |                                                                     |                                                                            |                 |     |   |            |   |  |
| |                                                                     |                                                                            | 1               | 2   | 3 | 4          | 5 |  |
| 1 | Itália · Países Baixos                                              | Matteo Berrettini Botic van de Zandschulp                                  | 6 4             | 6 2 |   |            |   |  |
| 2 | Itália · Países Baixos                                              | Jannik Sinner Tallon Griekspoor                                            | 7 62            | 6 2 |   |            |   |  |
| 3 | Itália · Países Baixos                                              | Simone Bolelli / Andrea Vavassori Wesley Koolhof / Botic van de Zandschulp |                 |     |   | não jogado |   |  |
| 4 | Itália · Países Baixos                                              |                                                                            |                 |     |   |            |   |  |
| 5 | Itália · Países Baixos                                              |                                                                            |                 |     |   |            |   |  |

## Grupo Mundial I

### Play-off
Vinte e quatro equipes foram dispostas em doze confrontos. As vencedoras avançaram para a primeira fase do Grupo Mundial I e as derrotadas jogaram a primeira fase do Grupo Mundial II no mesmo ano.
- Datas: 2 a 4 de fevereiro

|  |                                  |                                  |                                  |                                     |                                     |                                     |                                   |                                   |                                   |                                        |                                        |                                        |                                    |  |  |                       |                       |                       |
|  | Bogotá, Colômbia – saibro        | Bogotá, Colômbia – saibro        | Bogotá, Colômbia – saibro        |                                     |                                     | Cairo, Egito – saibro               | Cairo, Egito – saibro             | Cairo, Egito – saibro             |                                   |                                        | Limerick, Irlanda – duro (coberto)     | Limerick, Irlanda – duro (coberto)     | Limerick, Irlanda – duro (coberto) |  |  | Cairo, Egito – saibro | Cairo, Egito – saibro | Cairo, Egito – saibro |
|  | Bogotá, Colômbia – saibro        | Bogotá, Colômbia – saibro        | Bogotá, Colômbia – saibro        |                                     |                                     | Cairo, Egito – saibro               | Cairo, Egito – saibro             | Cairo, Egito – saibro             |                                   |                                        | Limerick, Irlanda – duro (coberto)     | Limerick, Irlanda – duro (coberto)     | Limerick, Irlanda – duro (coberto) |  |  | Cairo, Egito – saibro | Cairo, Egito – saibro | Cairo, Egito – saibro |
|  | 1                                | Colômbia                         | 3                                |                                     | Líbano                              | 1                                   |                                   | Irlanda                           | 0                                 |                                        | Egito                                  | 3                                      |                                    |  |  |                       |                       |                       |
|  | 1                                | Colômbia                         | 3                                |                                     | Líbano                              | 1                                   |                                   | Irlanda                           | 0                                 |                                        | Egito                                  | 3                                      |                                    |  |  |                       |                       |                       |
|  |                                  | Luxemburgo                       | 2                                | 2                                   | Japão                               | 3                                   | 3                                 | Áustria                           | 4                                 | 4                                      | Equador                                | 1                                      |                                    |  |  |                       |                       |                       |
|  |                                  | Luxemburgo                       | 2                                | 2                                   | Japão                               | 3                                   | 3                                 | Áustria                           | 4                                 | 4                                      | Equador                                | 1                                      |                                    |  |  |                       |                       |                       |
|  | Gjøvik, Noruega – duro (coberto) | Gjøvik, Noruega – duro (coberto) | Gjøvik, Noruega – duro (coberto) | Ano Liosia, Grécia – duro (coberto) | Ano Liosia, Grécia – duro (coberto) | Ano Liosia, Grécia – duro (coberto) | Burgas, Bulgária – duro (coberto) | Burgas, Bulgária – duro (coberto) | Burgas, Bulgária – duro (coberto) | Tashkent, Uzbequistão – duro (coberto) | Tashkent, Uzbequistão – duro (coberto) | Tashkent, Uzbequistão – duro (coberto) |                                    |  |  |                       |                       |                       |
|  | Gjøvik, Noruega – duro (coberto) | Gjøvik, Noruega – duro (coberto) | Gjøvik, Noruega – duro (coberto) | Ano Liosia, Grécia – duro (coberto) | Ano Liosia, Grécia – duro (coberto) | Ano Liosia, Grécia – duro (coberto) | Burgas, Bulgária – duro (coberto) | Burgas, Bulgária – duro (coberto) | Burgas, Bulgária – duro (coberto) | Tashkent, Uzbequistão – duro (coberto) | Tashkent, Uzbequistão – duro (coberto) | Tashkent, Uzbequistão – duro (coberto) |                                    |  |  |                       |                       |                       |
|  | 5                                | Noruega                          | 4                                |                                     | Grécia                              | 4                                   |                                   | Bulgária                          | 1                                 | 8                                      | Uzbequistão                            | 0                                      |                                    |  |  |                       |                       |                       |
|  | 5                                | Noruega                          | 4                                |                                     | Grécia                              | 4                                   |                                   | Bulgária                          | 1                                 | 8                                      | Uzbequistão                            | 0                                      |                                    |  |  |                       |                       |                       |
|  |                                  | Letónia                          | 0                                | 6                                   | Roménia                             | 0                                   | 7                                 | Bósnia e Herzegovina              | 3                                 |                                        | Polónia                                | 4                                      |                                    |  |  |                       |                       |                       |
|  |                                  | Letónia                          | 0                                | 6                                   | Roménia                             | 0                                   | 7                                 | Bósnia e Herzegovina              | 3                                 |                                        | Polónia                                | 4                                      |                                    |  |  |                       |                       |                       |
|  | Auckland, Nova Zelândia – duro   | Auckland, Nova Zelândia – duro   | Auckland, Nova Zelândia – duro   | Guadalajara, México – saibro        | Guadalajara, México – saibro        | Guadalajara, México – saibro        | Islamabad, Paquistão – grama      | Islamabad, Paquistão – grama      | Islamabad, Paquistão – grama      | Vilnius, Lituânia – duro (coberto)     | Vilnius, Lituânia – duro (coberto)     | Vilnius, Lituânia – duro (coberto)     |                                    |  |  |                       |                       |                       |
|  | Auckland, Nova Zelândia – duro   | Auckland, Nova Zelândia – duro   | Auckland, Nova Zelândia – duro   | Guadalajara, México – saibro        | Guadalajara, México – saibro        | Guadalajara, México – saibro        | Islamabad, Paquistão – grama      | Islamabad, Paquistão – grama      | Islamabad, Paquistão – grama      | Vilnius, Lituânia – duro (coberto)     | Vilnius, Lituânia – duro (coberto)     | Vilnius, Lituânia – duro (coberto)     |                                    |  |  |                       |                       |                       |
|  |                                  | Nova Zelândia                    | 1                                |                                     | México                              | 1                                   |                                   | Paquistão                         | 0                                 | 12                                     | Lituânia                               | 3                                      |                                    |  |  |                       |                       |                       |
|  |                                  | Nova Zelândia                    | 1                                |                                     | México                              | 1                                   |                                   | Paquistão                         | 0                                 | 12                                     | Lituânia                               | 3                                      |                                    |  |  |                       |                       |                       |
|  | 9                                | Turquia                          | 3                                | 10                                  | Dinamarca                           | 3                                   | 11                                | Índia                             | 4                                 |                                        | Geórgia                                | 2                                      |                                    |  |  |                       |                       |                       |
|  | 9                                | Turquia                          | 3                                | 10                                  | Dinamarca                           | 3                                   | 11                                | Índia                             | 4                                 |                                        | Geórgia                                | 2                                      |                                    |  |  |                       |                       |                       |

### Primeira fase
Vinte e quatro equipes foram dispostas em doze confrontos. As vencedoras avançaram para o qualificatório das Finais e as derrotadas jogaram o play-off do Grupo Mundial I da edição seguinte.
- Datas: 13 a 15 de setembro

|  |                                        |                                        |                                        |                                |                                |                                    |                                    |                                    |                        |                                     |                                     |                                     |                                    |  |  |                                      |                                      |                                      |
|  | Belgrado, Sérvia – duro (coberto)      | Belgrado, Sérvia – duro (coberto)      | Belgrado, Sérvia – duro (coberto)      |                                |                                | Varaždin, Croácia – duro (coberto) | Varaždin, Croácia – duro (coberto) | Varaždin, Croácia – duro (coberto) |                        |                                     | Estocolmo, Suécia – duro (coberto)  | Estocolmo, Suécia – duro (coberto)  | Estocolmo, Suécia – duro (coberto) |  |  | Astana, Cazaquistão – duro (coberto) | Astana, Cazaquistão – duro (coberto) | Astana, Cazaquistão – duro (coberto) |
|  | Belgrado, Sérvia – duro (coberto)      | Belgrado, Sérvia – duro (coberto)      | Belgrado, Sérvia – duro (coberto)      |                                |                                | Varaždin, Croácia – duro (coberto) | Varaždin, Croácia – duro (coberto) | Varaždin, Croácia – duro (coberto) |                        |                                     | Estocolmo, Suécia – duro (coberto)  | Estocolmo, Suécia – duro (coberto)  | Estocolmo, Suécia – duro (coberto) |  |  | Astana, Cazaquistão – duro (coberto) | Astana, Cazaquistão – duro (coberto) | Astana, Cazaquistão – duro (coberto) |
|  | 1                                      | Sérvia                                 | 3                                      | 2                              | Croácia                        | 4                                  | 3                                  | Suécia                             | 4                      | 4                                   | Cazaquistão                         | 1                                   |                                    |  |  |                                      |                                      |                                      |
|  | 1                                      | Sérvia                                 | 3                                      | 2                              | Croácia                        | 4                                  | 3                                  | Suécia                             | 4                      | 4                                   | Cazaquistão                         | 1                                   |                                    |  |  |                                      |                                      |                                      |
|  |                                        | Grécia                                 | 1                                      |                                | Lituânia                       | 0                                  |                                    | Índia                              | 0                      |                                     | Dinamarca                           | 3                                   |                                    |  |  |                                      |                                      |                                      |
|  |                                        | Grécia                                 | 1                                      |                                | Lituânia                       | 0                                  |                                    | Índia                              | 0                      |                                     | Dinamarca                           | 3                                   |                                    |  |  |                                      |                                      |                                      |
|  | Zielona Góra, Polônia – duro (coberto) | Zielona Góra, Polônia – duro (coberto) | Zielona Góra, Polônia – duro (coberto) | Bienna, Suíça – duro (coberto) | Bienna, Suíça – duro (coberto) | Bienna, Suíça – duro (coberto)     | Cairo, Egito – saibro              | Cairo, Egito – saibro              | Cairo, Egito – saibro  | Bekkestua, Noruega – duro (coberto) | Bekkestua, Noruega – duro (coberto) | Bekkestua, Noruega – duro (coberto) |                                    |  |  |                                      |                                      |                                      |
|  | Zielona Góra, Polônia – duro (coberto) | Zielona Góra, Polônia – duro (coberto) | Zielona Góra, Polônia – duro (coberto) | Bienna, Suíça – duro (coberto) | Bienna, Suíça – duro (coberto) | Bienna, Suíça – duro (coberto)     | Cairo, Egito – saibro              | Cairo, Egito – saibro              | Cairo, Egito – saibro  | Bekkestua, Noruega – duro (coberto) | Bekkestua, Noruega – duro (coberto) | Bekkestua, Noruega – duro (coberto) |                                    |  |  |                                      |                                      |                                      |
|  |                                        | Polónia                                | 1                                      | 6                              | Suíça                          | 4                                  |                                    | Egito                              | 2                      |                                     | Noruega                             | 3                                   |                                    |  |  |                                      |                                      |                                      |
|  |                                        | Polónia                                | 1                                      | 6                              | Suíça                          | 4                                  |                                    | Egito                              | 2                      |                                     | Noruega                             | 3                                   |                                    |  |  |                                      |                                      |                                      |
|  | 5                                      | Coreia do Sul                          | 3                                      |                                | Peru                           | 0                                  | 7                                  | Hungria                            | 3                      | 8                                   | Portugal                            | 1                                   |                                    |  |  |                                      |                                      |                                      |
|  | 5                                      | Coreia do Sul                          | 3                                      |                                | Peru                           | 0                                  | 7                                  | Hungria                            | 3                      | 8                                   | Portugal                            | 1                                   |                                    |  |  |                                      |                                      |                                      |
|  | Bad Waltersdorf, Áustria – saibro      | Bad Waltersdorf, Áustria – saibro      | Bad Waltersdorf, Áustria – saibro      | Taipé, Taiwan – duro (coberto) | Taipé, Taiwan – duro (coberto) | Taipé, Taiwan – duro (coberto)     | Lárnaca, Chipre – duro             | Lárnaca, Chipre – duro             | Lárnaca, Chipre – duro | Tóquio, Japão – duro                | Tóquio, Japão – duro                | Tóquio, Japão – duro                |                                    |  |  |                                      |                                      |                                      |
|  | Bad Waltersdorf, Áustria – saibro      | Bad Waltersdorf, Áustria – saibro      | Bad Waltersdorf, Áustria – saibro      | Taipé, Taiwan – duro (coberto) | Taipé, Taiwan – duro (coberto) | Taipé, Taiwan – duro (coberto)     | Lárnaca, Chipre – duro             | Lárnaca, Chipre – duro             | Lárnaca, Chipre – duro | Tóquio, Japão – duro                | Tóquio, Japão – duro                | Tóquio, Japão – duro                |                                    |  |  |                                      |                                      |                                      |
|  | 9                                      | Áustria                                | 3                                      |                                | Taipé Chinesa                  | 3                                  | 11                                 | Israel                             | 3                      |                                     | Japão                               | 3                                   |                                    |  |  |                                      |                                      |                                      |
|  | 9                                      | Áustria                                | 3                                      |                                | Taipé Chinesa                  | 3                                  | 11                                 | Israel                             | 3                      |                                     | Japão                               | 3                                   |                                    |  |  |                                      |                                      |                                      |
|  |                                        | Turquia                                | 0                                      | 10                             | Bósnia e Herzegovina           | 2                                  |                                    | Ucrânia                            | 1                      | 12                                  | Colômbia                            | 1                                   |                                    |  |  |                                      |                                      |                                      |
|  |                                        | Turquia                                | 0                                      | 10                             | Bósnia e Herzegovina           | 2                                  |                                    | Ucrânia                            | 1                      | 12                                  | Colômbia                            | 1                                   |                                    |  |  |                                      |                                      |                                      |

## Grupo Mundial II

### Play-off
Vinte e quatro equipes foram dispostas em doze confrontos. As vencedoras avançaram para a primeira fase do Grupo Mundial II e as derrotadas jogaram os Grupos III das respectivas zonas continentais no mesmo ano.
- Datas: 2 de fevereiro a 16 de março

|  |                              |                              |                              |                          |                          |                          |                             |                             |                             |                             |                             |                             |                       |  |  |                                 |                                 |                                 |
|  | Montevidéu, Uruguai – saibro | Montevidéu, Uruguai – saibro | Montevidéu, Uruguai – saibro |                          |                          | Cantão, China – duro     | Cantão, China – duro        | Cantão, China – duro        |                             |                             | Túnis, Tunísia – duro       | Túnis, Tunísia – duro       | Túnis, Tunísia – duro |  |  | Santa Tecla, El Salvador – duro | Santa Tecla, El Salvador – duro | Santa Tecla, El Salvador – duro |
|  | Montevidéu, Uruguai – saibro | Montevidéu, Uruguai – saibro | Montevidéu, Uruguai – saibro |                          |                          | Cantão, China – duro     | Cantão, China – duro        | Cantão, China – duro        |                             |                             | Túnis, Tunísia – duro       | Túnis, Tunísia – duro       | Túnis, Tunísia – duro |  |  | Santa Tecla, El Salvador – duro | Santa Tecla, El Salvador – duro | Santa Tecla, El Salvador – duro |
|  | 1                            | Uruguai                      | 3                            |                          | China                    | 3                        | 3                           | Tunísia                     | 3                           | 4                           | El Salvador                 | 4                           |                       |  |  |                                 |                                 |                                 |
|  | 1                            | Uruguai                      | 3                            |                          | China                    | 3                        | 3                           | Tunísia                     | 3                           | 4                           | El Salvador                 | 4                           |                       |  |  |                                 |                                 |                                 |
|  |                              | Moldávia                     | 2                            | 2                        | Eslovénia                | 2                        |                             | Costa Rica                  | 0                           |                             | Oceania do Pacífico         | 0                           |                       |  |  |                                 |                                 |                                 |
|  |                              | Moldávia                     | 2                            | 2                        | Eslovénia                | 2                        |                             | Costa Rica                  | 0                           |                             | Oceania do Pacífico         | 0                           |                       |  |  |                                 |                                 |                                 |
|  | Hong Kong, China – duro      | Hong Kong, China – duro      | Hong Kong, China – duro      | Kingston, Jamaica – duro | Kingston, Jamaica – duro | Kingston, Jamaica – duro | Nicósia, Chipre – duro      | Nicósia, Chipre – duro      | Nicósia, Chipre – duro      | Từ Sơn, Vietnã – duro       | Từ Sơn, Vietnã – duro       | Từ Sơn, Vietnã – duro       |                       |  |  |                                 |                                 |                                 |
|  | Hong Kong, China – duro      | Hong Kong, China – duro      | Hong Kong, China – duro      | Kingston, Jamaica – duro | Kingston, Jamaica – duro | Kingston, Jamaica – duro | Nicósia, Chipre – duro      | Nicósia, Chipre – duro      | Nicósia, Chipre – duro      | Từ Sơn, Vietnã – duro       | Từ Sơn, Vietnã – duro       | Từ Sơn, Vietnã – duro       |                       |  |  |                                 |                                 |                                 |
|  | 5                            | Hong Kong                    | 3                            |                          | Jamaica                  | 2                        |                             | Chipre                      | 1                           |                             | Vietname                    | 2                           |                       |  |  |                                 |                                 |                                 |
|  | 5                            | Hong Kong                    | 3                            |                          | Jamaica                  | 2                        |                             | Chipre                      | 1                           |                             | Vietname                    | 2                           |                       |  |  |                                 |                                 |                                 |
|  |                              | Zimbabwe                     | 1                            | 6                        | Barbados                 | 3                        | 7                           | Marrocos                    | 3                           | 8                           | África do Sul               | 3                           |                       |  |  |                                 |                                 |                                 |
|  |                              | Zimbabwe                     | 1                            | 6                        | Barbados                 | 3                        | 7                           | Marrocos                    | 3                           | 8                           | África do Sul               | 3                           |                       |  |  |                                 |                                 |                                 |
|  | Lomé, Togo – duro            | Lomé, Togo – duro            | Lomé, Togo – duro            | La Paz, Bolívia – saibro | La Paz, Bolívia – saibro | La Paz, Bolívia – saibro | Colombo, Sri Lanka – saibro | Colombo, Sri Lanka – saibro | Colombo, Sri Lanka – saibro | Assunção, Paraguai – saibro | Assunção, Paraguai – saibro | Assunção, Paraguai – saibro |                       |  |  |                                 |                                 |                                 |
|  | Lomé, Togo – duro            | Lomé, Togo – duro            | Lomé, Togo – duro            | La Paz, Bolívia – saibro | La Paz, Bolívia – saibro | La Paz, Bolívia – saibro | Colombo, Sri Lanka – saibro | Colombo, Sri Lanka – saibro | Colombo, Sri Lanka – saibro | Assunção, Paraguai – saibro | Assunção, Paraguai – saibro | Assunção, Paraguai – saibro |                       |  |  |                                 |                                 |                                 |
|  |                              | Togo                         | 3                            | 10                       | Bolívia                  | 4                        |                             | Irã                         | 1                           |                             | Paraguai                    | 1                           |                       |  |  |                                 |                                 |                                 |
|  |                              | Togo                         | 3                            | 10                       | Bolívia                  | 4                        |                             | Irã                         | 1                           |                             | Paraguai                    | 1                           |                       |  |  |                                 |                                 |                                 |
|  | 9                            | Indonésia                    | 2                            |                          | Tailândia                | 0                        | 11                          | Estónia                     | 3                           | 12                          | Mónaco                      | 3                           |                       |  |  |                                 |                                 |                                 |
|  | 9                            | Indonésia                    | 2                            |                          | Tailândia                | 0                        | 11                          | Estónia                     | 3                           | 12                          | Mónaco                      | 3                           |                       |  |  |                                 |                                 |                                 |

### Primeira fase
Vinte e quatro equipes foram dispostas em doze confrontos. As vencedoras avançaram para o play-off do Grupo Mundial I e as derrotadas jogaram o play-off do Grupo Mundial II da edição seguinte.
- Datas: 13 a 15 de setembro

|  |                                   |                                   |                                   |                       |                       |                       |                                         |                                         |                                         |                                                  |                                                  |                                                  |                              |  |  |                            |                            |                            |
|  | Craiova, Romênia – duro (coberto) | Craiova, Romênia – duro (coberto) | Craiova, Romênia – duro (coberto) |                       |                       | Hong Kong – duro      | Hong Kong – duro                        | Hong Kong – duro                        |                                         |                                                  | Tashkent, Uzbequistão – duro                     | Tashkent, Uzbequistão – duro                     | Tashkent, Uzbequistão – duro |  |  | Plovdiv, Bulgária – saibro | Plovdiv, Bulgária – saibro | Plovdiv, Bulgária – saibro |
|  | Craiova, Romênia – duro (coberto) | Craiova, Romênia – duro (coberto) | Craiova, Romênia – duro (coberto) |                       |                       | Hong Kong – duro      | Hong Kong – duro                        | Hong Kong – duro                        |                                         |                                                  | Tashkent, Uzbequistão – duro                     | Tashkent, Uzbequistão – duro                     | Tashkent, Uzbequistão – duro |  |  | Plovdiv, Bulgária – saibro | Plovdiv, Bulgária – saibro | Plovdiv, Bulgária – saibro |
|  | 1                                 | Roménia                           | 3                                 |                       | Hong Kong             | 2                     | 3                                       | Uzbequistão                             | 3                                       | 4                                                | Bulgária                                         | 3                                                |                              |  |  |                            |                            |                            |
|  | 1                                 | Roménia                           | 3                                 |                       | Hong Kong             | 2                     | 3                                       | Uzbequistão                             | 3                                       | 4                                                | Bulgária                                         | 3                                                |                              |  |  |                            |                            |                            |
|  |                                   | China                             | 2                                 | 2                     | Equador               | 3                     |                                         | Estónia                                 | 1                                       |                                                  | El Salvador                                      | 2                                                |                              |  |  |                            |                            |                            |
|  |                                   | China                             | 2                                 | 2                     | Equador               | 3                     |                                         | Estónia                                 | 1                                       |                                                  | El Salvador                                      | 2                                                |                              |  |  |                            |                            |                            |
|  | Bridgetown, Barbados – duro       | Bridgetown, Barbados – duro       | Bridgetown, Barbados – duro       | Lomé, Togo – duro     | Lomé, Togo – duro     | Lomé, Togo – duro     | Tbilisi, Geórgia – duro                 | Tbilisi, Geórgia – duro                 | Tbilisi, Geórgia – duro                 | Palmerston North, Nova Zelândia – duro (coberto) | Palmerston North, Nova Zelândia – duro (coberto) | Palmerston North, Nova Zelândia – duro (coberto) |                              |  |  |                            |                            |                            |
|  | Bridgetown, Barbados – duro       | Bridgetown, Barbados – duro       | Bridgetown, Barbados – duro       | Lomé, Togo – duro     | Lomé, Togo – duro     | Lomé, Togo – duro     | Tbilisi, Geórgia – duro                 | Tbilisi, Geórgia – duro                 | Tbilisi, Geórgia – duro                 | Palmerston North, Nova Zelândia – duro (coberto) | Palmerston North, Nova Zelândia – duro (coberto) | Palmerston North, Nova Zelândia – duro (coberto) |                              |  |  |                            |                            |                            |
|  |                                   | Barbados                          | 3                                 |                       | Togo                  | 4                     |                                         | Geórgia                                 | 3                                       | 8                                                | Nova Zelândia                                    | 2                                                |                              |  |  |                            |                            |                            |
|  |                                   | Barbados                          | 3                                 |                       | Togo                  | 4                     |                                         | Geórgia                                 | 3                                       | 8                                                | Nova Zelândia                                    | 2                                                |                              |  |  |                            |                            |                            |
|  | 5                                 | Paquistão                         | 1                                 | 6                     | Letónia               | 0                     | 7                                       | México                                  | 2                                       |                                                  | Luxemburgo                                       | 3                                                |                              |  |  |                            |                            |                            |
|  | 5                                 | Paquistão                         | 1                                 | 6                     | Letónia               | 0                     | 7                                       | México                                  | 2                                       |                                                  | Luxemburgo                                       | 3                                                |                              |  |  |                            |                            |                            |
|  | Túnis, Tunísia – saibro           | Túnis, Tunísia – saibro           | Túnis, Tunísia – saibro           | Cairo, Egito – saibro | Cairo, Egito – saibro | Cairo, Egito – saibro | Marraquexe, Marrocos – saibro (coberto) | Marraquexe, Marrocos – saibro (coberto) | Marraquexe, Marrocos – saibro (coberto) | Santa Cruz de la Sierra, Bolívia – saibro        | Santa Cruz de la Sierra, Bolívia – saibro        | Santa Cruz de la Sierra, Bolívia – saibro        |                              |  |  |                            |                            |                            |
|  | Túnis, Tunísia – saibro           | Túnis, Tunísia – saibro           | Túnis, Tunísia – saibro           | Cairo, Egito – saibro | Cairo, Egito – saibro | Cairo, Egito – saibro | Marraquexe, Marrocos – saibro (coberto) | Marraquexe, Marrocos – saibro (coberto) | Marraquexe, Marrocos – saibro (coberto) | Santa Cruz de la Sierra, Bolívia – saibro        | Santa Cruz de la Sierra, Bolívia – saibro        | Santa Cruz de la Sierra, Bolívia – saibro        |                              |  |  |                            |                            |                            |
|  |                                   | Tunísia                           | 3                                 | 10                    | Líbano                | 3                     | 11                                      | Marrocos                                | 0                                       |                                                  | Bolívia                                          | 1                                                |                              |  |  |                            |                            |                            |
|  |                                   | Tunísia                           | 3                                 | 10                    | Líbano                | 3                     | 11                                      | Marrocos                                | 0                                       |                                                  | Bolívia                                          | 1                                                |                              |  |  |                            |                            |                            |
|  | 9                                 | Irlanda                           | 2                                 |                       | África do Sul         | 1                     |                                         | Mónaco                                  | 4                                       | 12                                               | Uruguai                                          | 3                                                |                              |  |  |                            |                            |                            |
|  | 9                                 | Irlanda                           | 2                                 |                       | África do Sul         | 1                     |                                         | Mónaco                                  | 4                                       | 12                                               | Uruguai                                          | 3                                                |                              |  |  |                            |                            |                            |

## Zona das Américas

### Grupo III
Nove equipes disputaram a promoção, divididas em dois grupos. As primeiras colocadas dos grupos A e B e a melhor segunda colocada – decidida no Play-off – jogaram o play-off do Grupo Mundial II da edição seguinte. Posteriormente, foi aberta outra vaga para promoção, destinada à equipe com melhor ranking entre as restantes.
A última colocada do grupo com mais equipes e a derrotada no Play-off de rebaixamento – composto pelas quartas colocadas dos grupos A e B – caíram para o Grupo IV da edição seguinte.
- Sede: Assunção, Paraguai – saibro
- Datas: 17 a 22 de junho
- Promovida por ranking: Jamaica

Promoções
| Grupo A | Grupo A  | Grupo A | Grupo A |
| Pos.    | Equipe   | C       | J       |
| ------- | -------- | ------- | ------- |
| 1       | Paraguai | 3       | 3       |

| Grupo B | Grupo B              | Grupo B | Grupo B |
| Pos.    | Equipe               | C       | J       |
| ------- | -------------------- | ------- | ------- |
| 1       | República Dominicana | 4       | 4       |

|  |                                  |            |   |
|  | Play-off de promoção 22 de junho |            |   |
|  |                                  |            |   |
|  |                                  |            |   |
|  |                                  |            |   |
|  | Venezuela                        | Venezuela  | 2 |
|  | Venezuela                        | Venezuela  | 2 |
|  | Porto Rico                       | Porto Rico | 0 |
|  | Porto Rico                       | Porto Rico | 0 |

Rebaixamentos
| Grupo B | Grupo B   | Grupo B | Grupo B |
| Pos.    | Equipe    | C       | J       |
| ------- | --------- | ------- | ------- |
| 5       | Guatemala | 4       | 0       |

|  |                                      |         |   |
|  | Play-off de rebaixamento 22 de junho |         |   |
|  |                                      |         |   |
|  |                                      |         |   |
|  |                                      |         |   |
|  | Bahamas                              | Bahamas | 0 |
|  | Bahamas                              | Bahamas | 0 |
|  | Jamaica                              | Jamaica | 2 |
|  | Jamaica                              | Jamaica | 2 |

### Grupo IV
Nove equipes disputaram a promoção, divididas em dois grupos. As duas primeiras colocadas dos grupos A e B avançaram ao play-off de promoção, onde as vencedoras dos duelos subiram para o Grupo III da edição seguinte.
- Sede: Tacarigua, Trinidad e Tobago – duro
- Datas: 22 a 27 de julho

|  |                                  |           |   |  |  |  |  |  |
|  | Play-off de promoção 27 de julho |           |   |  |  |  |  |  |
|  |                                  |           |   |  |  |  |  |  |
|  |                                  |           |   |  |  |  |  |  |
|  |                                  |           |   |  |  |  |  |  |
|  | Aruba                            | Aruba     | 2 |  |  |  |  |  |
|  | Aruba                            | Aruba     | 2 |  |  |  |  |  |
|  | Nicarágua                        | Nicarágua | 0 |  |  |  |  |  |
|  | Nicarágua                        | Nicarágua | 0 |  |  |  |  |  |
|  |                                  |           |   |  |  |  |  |  |
|  |                                  |           |   |  |  |  |  |  |
|  | Honduras                         | Honduras  | 2 |  |  |  |  |  |
|  | Honduras                         | Honduras  | 2 |  |  |  |  |  |
|  | Cuba                             | Cuba      | 1 |  |  |  |  |  |
|  | Cuba                             | Cuba      | 1 |  |  |  |  |  |

## Zona da Ásia e da Oceania

### Grupo III
Dez equipes disputaram a promoção, divididas em dois grupos. As primeiras colocadas dos grupos A e B e a melhor segunda colocada – decidida no Play-off – jogaram o play-off do Grupo Mundial II da edição seguinte. Posteriormente, foi aberta outra vaga para promoção, destinada à equipe com melhor ranking entre as restantes.
As duas últimas colocadas dos grupos A e B avançaram ao play-off de rebaixamento, onde as derrotadas dos duelos caíram para o Grupo IV da edição seguinte.
- Sede: Amã, Jordânia – duro
- Datas: 10 a 15 de junho
- Promovida por ranking: Indonésia

Promoções
| Grupo A | Grupo A        | Grupo A | Grupo A |
| Pos.    | Equipe         | C       | J       |
| ------- | -------------- | ------- | ------- |
| 1       | Arábia Saudita | 4       | 4       |

| Grupo B | Grupo B   | Grupo B | Grupo B |
| Pos.    | Equipe    | C       | J       |
| ------- | --------- | ------- | ------- |
| 1       | Tailândia | 4       | 0       |

|  |                                  |          |   |
|  | Play-off de promoção 15 de junho |          |   |
|  |                                  |          |   |
|  |                                  |          |   |
|  |                                  |          |   |
|  | Vietname                         | Vietname | 1 |
|  | Vietname                         | Vietname | 1 |
|  | Síria                            | Síria    | 2 |
|  | Síria                            | Síria    | 2 |

Rebaixamentos
| Grupo A | Grupo A | Grupo A | Grupo A |
| Pos.    | Equipe  | C       | J       |
| ------- | ------- | ------- | ------- |
| 5       | Malásia | 4       | 1       |

| Grupo B | Grupo B             | Grupo B | Grupo B |
| Pos.    | Equipe              | C       | J       |
| ------- | ------------------- | ------- | ------- |
| 5       | Oceania do Pacífico | 4       | 0       |

### Grupo IV
Oito equipes disputaram a promoção, divididas em dois grupos. As duas primeiras colocadas dos grupos A e B avançaram ao play-off de promoção, onde as vencedoras dos duelos subiram para o Grupo III da edição seguinte.
As duas últimas colocadas dos grupos A e B avançaram ao play-off de rebaixamento, onde as derrotadas dos duelos caíram para o Grupo V da edição seguinte.
- Sede: Phnom Penh, Camboja – duro
- Datas: 10 a 13 de julho

|  |                                  |           |   |  |  |  |  |  |
|  | Play-off de promoção 13 de julho |           |   |  |  |  |  |  |
|  |                                  |           |   |  |  |  |  |  |
|  |                                  |           |   |  |  |  |  |  |
|  |                                  |           |   |  |  |  |  |  |
|  | Catar                            | Catar     | 0 |  |  |  |  |  |
|  | Catar                            | Catar     | 0 |  |  |  |  |  |
|  | Camboja                          | Camboja   | 2 |  |  |  |  |  |
|  | Camboja                          | Camboja   | 2 |  |  |  |  |  |
|  |                                  |           |   |  |  |  |  |  |
|  |                                  |           |   |  |  |  |  |  |
|  | Kuwait                           | Kuwait    | 0 |  |  |  |  |  |
|  | Kuwait                           | Kuwait    | 0 |  |  |  |  |  |
|  | Sri Lanka                        | Sri Lanka | 2 |  |  |  |  |  |
|  | Sri Lanka                        | Sri Lanka | 2 |  |  |  |  |  |

|  |                                      |                        |   |  |  |  |  |  |
|  | Play-off de rebaixamento 13 de julho |                        |   |  |  |  |  |  |
|  |                                      |                        |   |  |  |  |  |  |
|  |                                      |                        |   |  |  |  |  |  |
|  |                                      |                        |   |  |  |  |  |  |
|  | Quirguistão                          | Quirguistão            | 2 |  |  |  |  |  |
|  | Quirguistão                          | Quirguistão            | 2 |  |  |  |  |  |
|  | Myanmar                              | Myanmar                | 1 |  |  |  |  |  |
|  | Myanmar                              | Myanmar                | 1 |  |  |  |  |  |
|  |                                      |                        |   |  |  |  |  |  |
|  |                                      |                        |   |  |  |  |  |  |
|  | Iraque                               | Iraque                 | 2 |  |  |  |  |  |
|  | Iraque                               | Iraque                 | 2 |  |  |  |  |  |
|  | Emirados Árabes Unidos               | Emirados Árabes Unidos | 1 |  |  |  |  |  |
|  | Emirados Árabes Unidos               | Emirados Árabes Unidos | 1 |  |  |  |  |  |

### Grupo V
Quinze equipes disputaram a promoção, divididas em quatro grupos. As primeiras colocadas dos grupos A, B, C e D avançaram ao play-off de promoção, onde as vencedoras dos duelos subiram para o Grupo IV da edição seguinte.
- Sede: Cidade de Issa, Bahrein – duro
- Datas: 20 a 23 de novembro

|  |                                     |            |   |  |  |  |  |  |
|  | Play-off de promoção 23 de novembro |            |   |  |  |  |  |  |
|  |                                     |            |   |  |  |  |  |  |
|  |                                     |            |   |  |  |  |  |  |
|  |                                     |            |   |  |  |  |  |  |
|  | Nepal                               | Nepal      | 2 |  |  |  |  |  |
|  | Nepal                               | Nepal      | 2 |  |  |  |  |  |
|  | Bahrein                             | Bahrein    | 0 |  |  |  |  |  |
|  | Bahrein                             | Bahrein    | 0 |  |  |  |  |  |
|  |                                     |            |   |  |  |  |  |  |
|  |                                     |            |   |  |  |  |  |  |
|  | Filipinas                           | Filipinas  | 2 |  |  |  |  |  |
|  | Filipinas                           | Filipinas  | 2 |  |  |  |  |  |
|  | Montenegro                          | Montenegro | 1 |  |  |  |  |  |
|  | Montenegro                          | Montenegro | 1 |  |  |  |  |  |

## Zona da Europa

### Grupo III
Sete equipes disputaram a promoção, divididas em dois grupos. As primeiras colocadas dos grupos A e B e a melhor segunda colocada – decidida no Play-off – jogaram o play-off do Grupo Mundial II da edição seguinte. Posteriormente, foi aberta outra vaga para promoção, destinada à equipe com melhor ranking entre as restantes.
A última colocada do grupo com mais equipes e a derrotada no Play-off de rebaixamento – composto pelas terceiras colocadas dos grupos A e B – caíram para o Grupo IV da edição seguinte.
- Sede: Ulcinj, Montenegro – saibro
- Datas: 19 a 22 de junho
- Promovida por ranking: Moldávia

Promoções
| Grupo A | Grupo A    | Grupo A | Grupo A |
| Pos.    | Equipe     | C       | J       |
| ------- | ---------- | ------- | ------- |
| 1       | Montenegro | 2       | 1       |

| Grupo B | Grupo B | Grupo B | Grupo B |
| Pos.    | Equipe  | C       | J       |
| ------- | ------- | ------- | ------- |
| 1       | Chipre  | 3       | 3       |

|  |                                  |           |   |
|  | Play-off de promoção 22 de junho |           |   |
|  |                                  |           |   |
|  |                                  |           |   |
|  |                                  |           |   |
|  | Eslovénia                        | Eslovénia | 2 |
|  | Eslovénia                        | Eslovénia | 2 |
|  | Moldávia                         | Moldávia  | 1 |
|  | Moldávia                         | Moldávia  | 1 |

Rebaixamentos
| Grupo B | Grupo B    | Grupo B | Grupo B |
| Pos.    | Equipe     | C       | J       |
| ------- | ---------- | ------- | ------- |
| 4       | Azerbaijão | 3       | 0       |

|  |                                      |                    |   |
|  | Play-off de rebaixamento 22 de junho |                    |   |
|  |                                      |                    |   |
|  |                                      |                    |   |
|  |                                      |                    |   |
|  | Macedónia do Norte                   | Macedónia do Norte | 2 |
|  | Macedónia do Norte                   | Macedónia do Norte | 2 |
|  | Kosovo                               | Kosovo             | 0 |
|  | Kosovo                               | Kosovo             | 0 |

### Grupo IV
Sete equipes disputaram a promoção, divididas em dois grupos. As duas primeiras colocadas dos grupos A e B avançaram ao play-off de promoção, onde as vencedoras dos duelos subiram para o Grupo III da edição seguinte.
- Sede: Tirana, Albânia – duro
- Datas: 12 a 15 de junho

|  |                                  |               |   |  |  |  |  |  |
|  | Play-off de promoção 15 de junho |               |   |  |  |  |  |  |
|  |                                  |               |   |  |  |  |  |  |
|  |                                  |               |   |  |  |  |  |  |
|  |                                  |               |   |  |  |  |  |  |
|  | Malta                            | Malta         | 2 |  |  |  |  |  |
|  | Malta                            | Malta         | 2 |  |  |  |  |  |
|  | Liechtenstein                    | Liechtenstein | 0 |  |  |  |  |  |
|  | Liechtenstein                    | Liechtenstein | 0 |  |  |  |  |  |
|  |                                  |               |   |  |  |  |  |  |
|  |                                  |               |   |  |  |  |  |  |
|  | San Marino                       | San Marino    | 1 |  |  |  |  |  |
|  | San Marino                       | San Marino    | 1 |  |  |  |  |  |
|  | Arménia                          | Arménia       | 2 |  |  |  |  |  |
|  | Arménia                          | Arménia       | 2 |  |  |  |  |  |

## Zona da África

### Grupo III
Seis equipes disputaram a promoção, inseridas em um único grupo. As três primeiras colocadas subiram e as duas últimas caíram. Posteriormente, foi aberta outra vaga para promoção, destinada à equipe com melhor ranking entre as restantes.
- Sede: Abuja, Nigéria – duro
- Datas: 15 a 20 de julho
- Promovida por ranking: Benim

Promoções e rebaixamentos
| Grupo único | Grupo único     | Grupo único | Grupo único |
| Pos.        | Equipe          | C           | J           |
| ----------- | --------------- | ----------- | ----------- |
| 1           | Namíbia         | 5           | 4           |
| 2           | Nigéria         | 5           | 4           |
| 3           | Zimbabwe        | 5           | 4           |
| 4           | Benim           | 5           | 2           |
| 5           | Gana            | 5           | 1           |
| 6           | Costa do Marfim | 5           | 0           |

### Grupo IV
Oito equipes disputaram a promoção, divididas em dois grupos. As duas primeiras colocadas dos grupos A e B avançaram ao play-off de promoção, onde as vencedoras dos duelos subiram para o Grupo III da edição seguinte.
As duas últimas colocadas dos grupos A e B avançaram ao play-off de rebaixamento, onde as derrotadas dos duelos caíram para o Grupo V da edição seguinte.
- Sede: Luanda, Angola – duro
- Datas: 19 a 22 de junho

|  |                                  |                                |   |  |  |  |  |  |
|  | Play-off de promoção 22 de junho |                                |   |  |  |  |  |  |
|  |                                  |                                |   |  |  |  |  |  |
|  |                                  |                                |   |  |  |  |  |  |
|  |                                  |                                |   |  |  |  |  |  |
|  | Senegal                          | Senegal                        | 2 |  |  |  |  |  |
|  | Senegal                          | Senegal                        | 2 |  |  |  |  |  |
|  | República Democrática do Congo   | República Democrática do Congo | 0 |  |  |  |  |  |
|  | República Democrática do Congo   | República Democrática do Congo | 0 |  |  |  |  |  |
|  |                                  |                                |   |  |  |  |  |  |
|  |                                  |                                |   |  |  |  |  |  |
|  | Burundi                          | Burundi                        | 1 |  |  |  |  |  |
|  | Burundi                          | Burundi                        | 1 |  |  |  |  |  |
|  | Argélia                          | Argélia                        | 2 |  |  |  |  |  |
|  | Argélia                          | Argélia                        | 2 |  |  |  |  |  |

|  |                                      |          |   |  |  |  |  |  |
|  | Play-off de rebaixamento 22 de junho |          |   |  |  |  |  |  |
|  |                                      |          |   |  |  |  |  |  |
|  |                                      |          |   |  |  |  |  |  |
|  |                                      |          |   |  |  |  |  |  |
|  | Angola                               | Angola   | 2 |  |  |  |  |  |
|  | Angola                               | Angola   | 2 |  |  |  |  |  |
|  | Ruanda                               | Ruanda   | 1 |  |  |  |  |  |
|  | Ruanda                               | Ruanda   | 1 |  |  |  |  |  |
|  |                                      |          |   |  |  |  |  |  |
|  |                                      |          |   |  |  |  |  |  |
|  | Quénia                               | Quénia   | 2 |  |  |  |  |  |
|  | Quénia                               | Quénia   | 2 |  |  |  |  |  |
|  | Camarões                             | Camarões | 1 |  |  |  |  |  |
|  | Camarões                             | Camarões | 1 |  |  |  |  |  |

### Grupo V
Quinze equipes disputaram a promoção, divididas em quatro grupos. As primeiras colocadas dos grupos A, B, C e D avançaram ao play-off de promoção, onde as vencedoras dos duelos subiram para o Grupo IV da edição seguinte.
- Sede: Gaborone, Botswana – duro
- Datas: 17 a 20 de julho

|  |                                  |            |   |  |  |  |  |  |
|  | Play-off de promoção 20 de julho |            |   |  |  |  |  |  |
|  |                                  |            |   |  |  |  |  |  |
|  |                                  |            |   |  |  |  |  |  |
|  |                                  |            |   |  |  |  |  |  |
|  | Botswana                         | Botswana   | 1 |  |  |  |  |  |
|  | Botswana                         | Botswana   | 1 |  |  |  |  |  |
|  | Gabão                            | Gabão      | 2 |  |  |  |  |  |
|  | Gabão                            | Gabão      | 2 |  |  |  |  |  |
|  |                                  |            |   |  |  |  |  |  |
|  |                                  |            |   |  |  |  |  |  |
|  | Moçambique                       | Moçambique | 1 |  |  |  |  |  |
|  | Moçambique                       | Moçambique | 1 |  |  |  |  |  |
|  | Maurícia                         | Maurícia   | 2 |  |  |  |  |  |
|  | Maurícia                         | Maurícia   | 2 |  |  |  |  |  |

## Ranking
Classificação final de 2024, após o fim da edição, em 25 de novembro.

| Pos. | Equipe         | Pontos | Confrontos |
| ---- | -------------- | ------ | ---------- |
| 1ª   | Itália         | 637,25 | 22         |
| 2ª   | Austrália      | 519,75 | 21         |
| 3ª   | Canadá         | 477,50 | 18         |
| 4ª   | Países Baixos  | 462,00 | 19         |
| 5ª   | Alemanha       | 449,50 | 18         |
| 6ª   | Estados Unidos | 432,50 | 17         |
| 7ª   | Sérvia         | 393,75 | 15         |
| 8ª   | Croácia        | 393,00 | 17         |
| 9ª   | França         | 390,75 | 14         |
| 10ª  | Espanha        | 389,00 | 14         |
| 11ª  | Chéquia        | 387,50 | 14         |
| 12ª  | Grã-Bretanha   | 387,25 | 14         |
| 13ª  | Finlândia      | 383,25 | 14         |
| 14ª  | Bélgica        | 368,00 | 12         |
| 15ª  | Argentina      | 360,50 | 13         |
| 16ª  | Chile          | 358,75 | 12         |
| 17ª  | Brasil         | 354,25 | 10         |
| 18ª  | Eslováquia     | 347,50 | 10         |
| 19ª  | Coreia do Sul  | 342,50 | 12         |
| 20ª  | Suécia         | 341,50 | 14         |
|      |                |        |            |
| 26ª  | Portugal       | 315,00 | 8          |